# Periergos septentrionalis
Periergos septentrionalis är en fjärilsart som beskrevs av Alexander Schintlmeister 1997. Periergos septentrionalis ingår i släktet Periergos och familjen tandspinnare. Inga underarter finns listade i Catalogue of Life.